# 少脉假卫矛
少脉假卫矛（学名：Microtropis paucinervia）为卫矛科假卫矛属的植物，为中国的特有植物。分布在中国大陆的香港、广西、广东、海南、沿海岛屿等地，生长于海拔1,200米的地区，多生于山顶上，目前尚未由人工引种栽培。